# Спортінг Фінгал
«Спортінг Фінгал» (англ. Sporting Fingal, ірл. Fine Gall Spórtúil) — колишній ірландський футбольний клуб з графства Фінгал, з міста Сантрі. Заснований 2007 року, з 2007 по 2010 рік грав у ірландському прем'єр-дивізіоні. У 2011 році команда не отримала ліцензію на виступ у чемпіонаті Ірландії.

## Досягнення
Кубок Ірландії
- Володар кубка (1): 2009